# Гумореска
Гумореска — невеликий віршований, прозовий чи драматичний твір з комічним сюжетом, відмінний від сатиричного твору легкою, жартівливою тональністю. Тут сміх постає у вигляді доброзичливої, емоційно забарвленої естетичної критики у дотепній, парадоксальній, подеколи оксюморонній формі, в аспекті морально-етичних критеріїв, що унеможливлюють цинізм.
У гуморесках письменник змальовує події та персонажів чудернацько, часом саме це є основою смішного. Типовими художніми прийомами, що використовуються в гуморесці є неправильне тлумачення якогось явища, події, предмета, вживання слів і виразів жартівливого характеру, пестливих слів.
Літературна гумореска живиться джерелами фольклору, в яких зосереджено віковий досвід сміхової культури (приміром, «Катерина та Дем'ян / Посварились за бур'ян. / Катерина Дем'яну / Не уступить бур'яну»), ментальними нахилами українства, здатного з гумором трактувати несприятливі умови свого існування (жартівливі пісні: «Продай, милий сиві бички», «Ой гоп, таки так!», «Ой що ж то за шум учинився», «Якби я був полтавський сотник» та ін.).
Гумореска має велику літературну традицію, починаючи від інтермедій, вертепної драми, творів низового бароко та яскравих доробків Є. Гребінки, М. Гоголя, Л. Глібова, С. Руданського, В. Самійленка, П. Раєвського. Цю традицію продовжили Валер'ян Проноза (В. Еллан (Блакитний)), Юхим Ґедзь, Микола Шкурпела, Юрій Вухналь (Ковтун), Василь Чечвянський, Остап Вишня, Олександр Ковінька, Микола Понеділок, Едвард Козак (ЕКО, Гриць Зозуля), Василь Чапленко, Ярослав Масляк, Сергій Воскрекасенко, Дмитро Білоус, Павло Глазовий, Микола Яровий, Степан Олійник, Євген Дудар та ін.